# Heinrich von Bülow

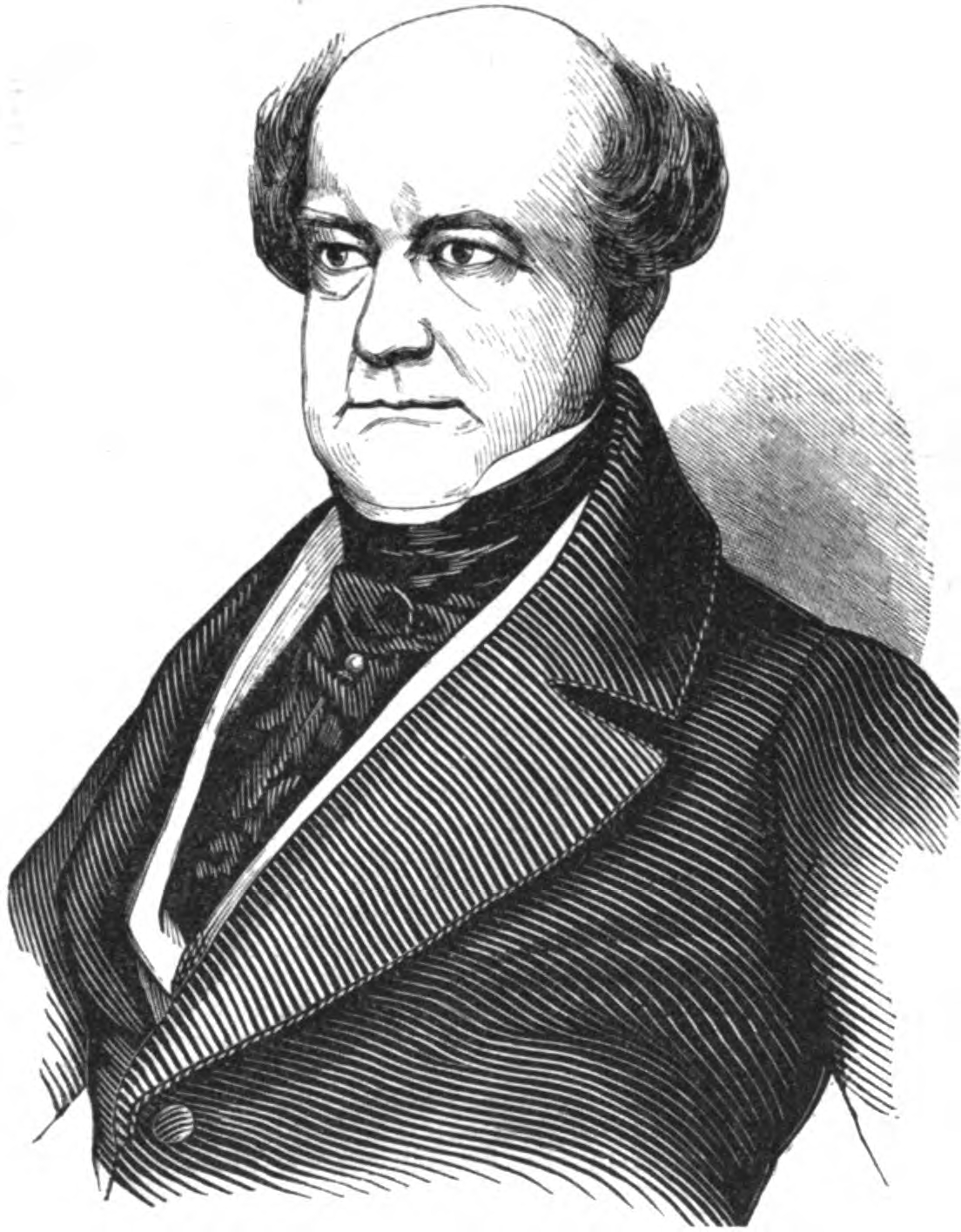
Heinrich von Bülow, preußischer Minister der auswärtigen Angelegenheiten, 1845.

Heinrich Freiherr von Bülow (* 16. September 1792 in Schwerin; † 6. Februar 1846 in Berlin) war ein preußischer Staatsmann und Gemahl von Gabriele von Bülow.

## Leben
Er entstammte dem mecklenburgischen Uradelsgeschlecht von Bülow und war ein Sohn des Oberhofmarschalls Bernhard Joachim von Bülow.
Bülow besuchte die Domschule Güstrow, studierte von 1810 ab erst in Jena, dann in Heidelberg und Genf Rechtswissenschaft. Am 13. Januar 1811 gehörte er zu den Stiftern des Corps Vandalia Jena. Im gleichen Jahr wurde er noch Mitglied des Corps Vandalia Heidelberg II. Er trat 1813 als Leutnant in das Walmodensche Korps und wurde Adjutant des russischen Obersten August Ludwig Ferdinand von Nostitz, bei dessen Streifzügen er sich während der Befreiungskriege mehrfach auszeichnete.
Nach dem Frieden widmete er sich dem diplomatischen Fach, arbeitete unter dem Staatsminister Wilhelm von Humboldt, als dieser zu Frankfurt am Main die Grenzregulierung der deutschen Territorien leitete, und folgte ihm 1817 als Gesandtschaftssekretär nach London und 1819 nach Berlin, wo er im auswärtigen Amt den Vortrag über Handels- und Schiffahrtssachen übernahm.
Bülow war besonders für die Anbahnung des Zollvereins durch Abschluss von Zollverträgen mit den Nachbarstaaten mit Erfolg tätig. Auch als Gesandter in London, wozu er 1827 ernannt wurde, wirkte er für den Zollverein. Er erwarb sich das Vertrauen der englischen Staatsmänner und hatte an den Verhandlungen über Belgien und die orientalische Frage (1840–41) hervorragenden Anteil. Im Herbst 1841 wurde er Gesandter beim Bundestag zu Frankfurt am Main, aber schon 2. April 1842 an der Stelle des Grafen Mortimer von Maltzahn zum Minister der auswärtigen Angelegenheiten ernannt. Er und der Kriegsminister Hermann von Boyen vertraten zwar die liberalere Richtung im Ministerium, übten aber nur geringen Einfluss auf die allgemeine Politik aus.
Von einem Schlaganfall schwer getroffen, bat Bülow den König im August 1845 um seine Entlassung aus dem Staatsdienst und zog sich von Frankfurt nach Tegel zurück. Sein geistiger Zustand verschlechterte sich in folgenden Monaten immer weiter, bis er im Februar 1846 starb.

### Familie
Am 10. Januar 1821 heiratete er in Berlin Wilhelm von Humboldts jüngere Tochter Gabriele, mit der er seit fünf Jahren verlobt war. Aus der Ehe gingen sieben Kinder hervor:
- Gabriele (* 7. Januar 1822; † 16. Februar 1854) ⚭ 29. August 1842 Leopold von Loën (1817–1895)
- Adelheid (* 16. Oktober 1823; † 21. Dezember 1889), unverheiratet
- Caroline (* 27. Februar 1826; † 19. November 1887), unverheiratet
- Therese (* 15. August 1829; † 20. Juli 1841)
- Constanze (* 10. April 1832; † 1920) ⚭ 17. Januar 1857 Carl von Heinz (1818–1867)
- Wilhelm (* 12. Mai 1836; † 6. September 1836)
- Bernhard Hans (* 8. Juni 1838; † 17. Oktober 1889) ⚭ 28. September 1865 Anna Luise Emilie von Byern (1847–1931)